# Верхньотисинська улоговина

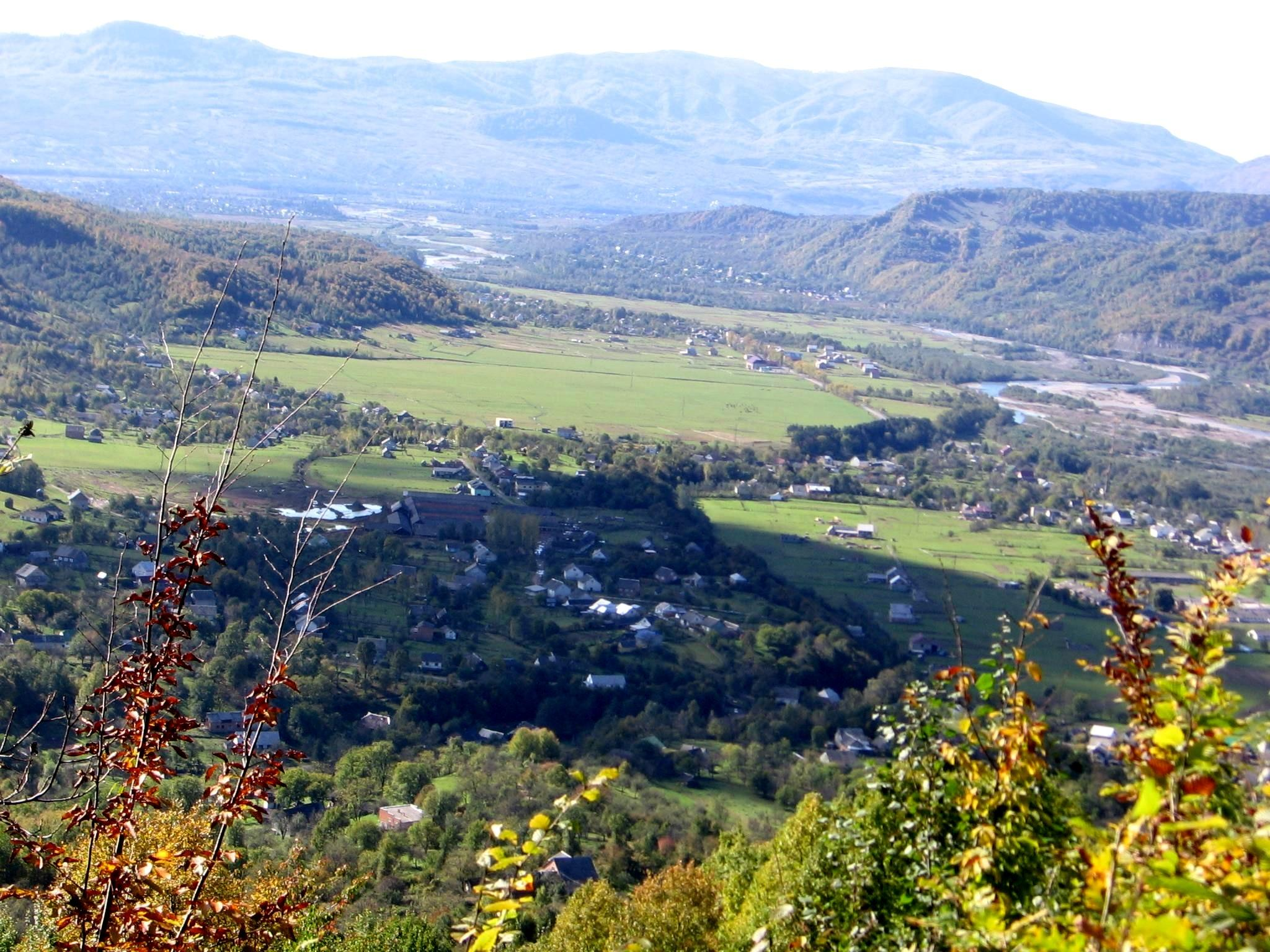
Пониззя річки Тересви в межах Верхньотисинської улоговини. Вдалині — Гутинський масив

Верхньоти́синська улого́вина (інші назви — Ху́стсько-Соло́твинська улоговина, Мармаро́ська котлови́на, Мармароська улоговина) — міжгірна улоговина в Україні, у межах Хустського та Тячівського районів Закарпаття. Розташована в долині річки Тиси та пониззі її приток: Ріки, Тереблі, Тересви. 
З півночного сходу до улоговини прилягають відноги Полонинського бескиду, з південного заходу — Гутинський масив (частина Вулканічного хребта). На заході улоговина зв'язана проломовою долиною Тиси (за назвою Хустські Ворота) з Закарпатською низовиною. 
Розмір улоговини: довжина — 42 (за іншими даними — 50) км, ширина — 24 км (до 30 км). Середня висота 200—400 м, максимальна— 758 м. Геоструктурно пов'язана з Закарпатським прогином. Складається з піщано-глинистих порід, конґломератів та вулканічних туфів. Поширений соляний карст. Корисні копалини: поліметали, кам'яна сіль, природний газ, будівельні матеріали та мінеральні води. 

## Література

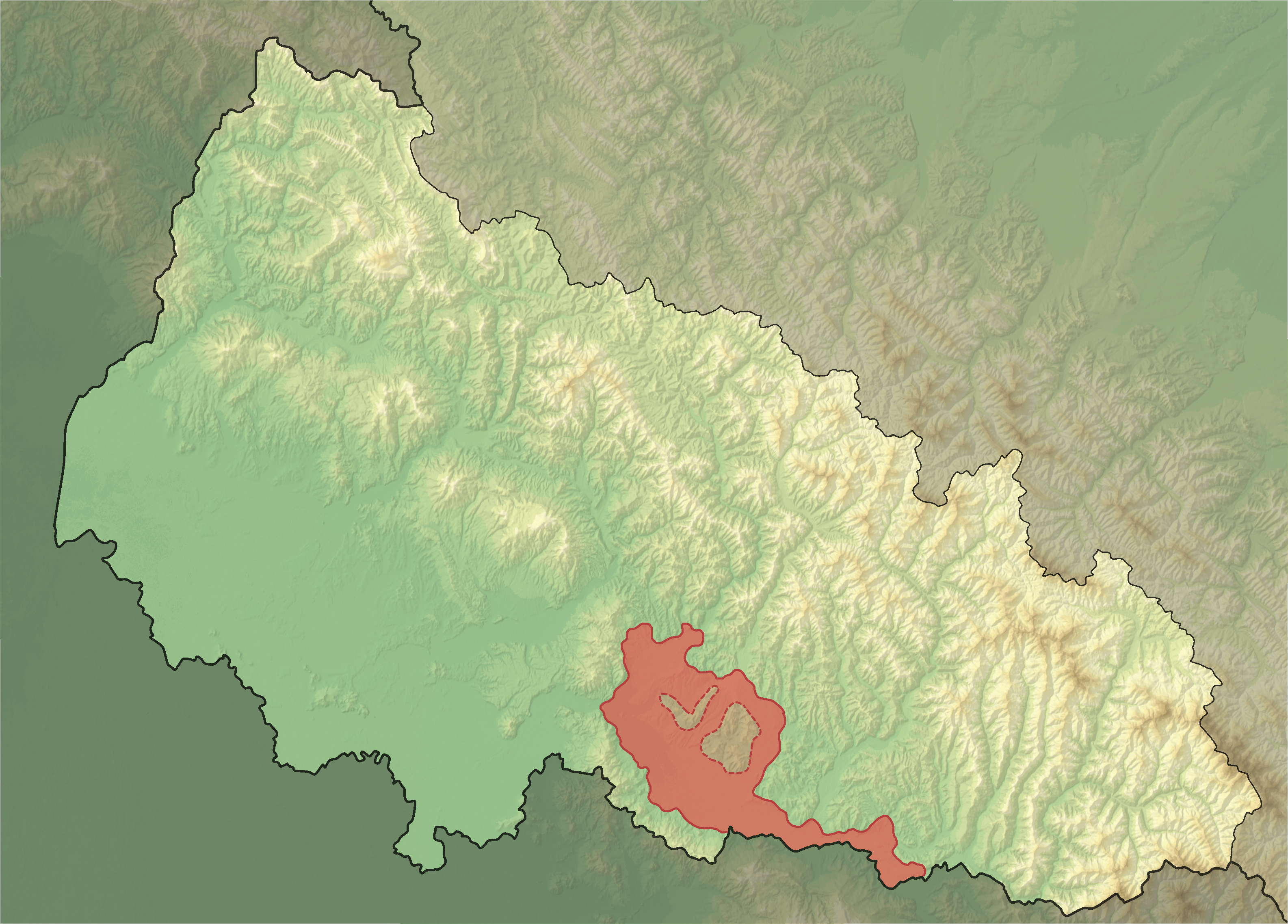